# 시묘
시묘(時苗, ? ~ ?)는 후한 말기 ~ 조위의 관료로, 자는 덕주(德胄)이며, 거록군 사람이다. 사람됨이 청렴하고 악을 미워하였다.

## 생애
건안 연간에 승상부(丞相府)에서 일하다가 수춘령(壽春令)으로 전출되어, 누런 암소가 끄는 얇은 휘장을 친 수레에서 밥을 먹으며 임지로 갔다.
수춘에 도착한 시묘는 치중(治中) 장제를 처음 만나러 갔는데, 평소 술을 좋아하던 장제는 술에 취하여 시묘를 맞이하지 못했다. 시묘는 이를 한스럽게 여겨 나무를 깎아 인형을 만들고는 '술꾼 장제'라고 적어놓고 담장 아래에서 그 인형에 하루 종일 활을 쏘았다.
수춘에 부임한 지 한 해 남짓 지났을 때, 데리고 온 암소가 송아지를 낳았다. 나중에 임기를 채워 수춘을 떠날 때, 시묘는 주부(主簿)에게 말하였다.
| “ | 내가 올 때 원래 이 송아지는 없었다. 이 송아지는 회남(淮南)에서 나고 자란 것이다. | ” |

관리들은 시묘에게 답하였다.
| “ | 가축이란 것은 아비를 모르고, 어미를 따르는 법입니다. | ” |

시묘는 듣지 않고 송아지를 두고 떠났고, 사람들은 시묘의 품행에 감격하여 천하에 명성을 떨쳤다.
시묘는 조정에 돌아와 태관령(太官令)이 되었고, 이후 거록의 중정(中正)이 되어 구품을 정했는데, 관용을 베풀지 않고 재능에 따라 순서를 정했다. 그 사람의 단점을 발견하더라도, 오랫동안 묵혀두고 입 밖으로 내지 않았다.
나중에 장제는 태위가 되었는데, 시묘는 여전히 장제를 미워하였다. 하지만 장제는 이를 마음에 두지 않았고, 시묘 또한 장제가 출세하였다고 해서 자신을 굽히지 않았다.
시묘는 태관령으로 있으면서 엄숙하지는 않았지만 치적을 쌓았고, 이후 전농중랑장(典農中郞將)으로 전임되었다. 정시 연간, 70여 세에 병으로 죽었다.

## 출전
- 어환, 《위략》 청개전(淸介傳) [진수, 《삼국지》 권23 화상양두조배전 배송지주에 인용]